# عاشور الادهم
محمد عاشور الادهم (عربی: محمد عاشور الأدهم؛ زادهٔ ۱۱ ژوئن ۱۹۸۵) ورزشکار فوتبال اهل مصر است.
از باشگاه‌هایی که در آن بازی کرده‌است می‌توان به باشگاه فوتبال الاتحاد اسکندریه، باشگاه ورزشی الاهلی مصر، باشگاه فوتبال المصری، باشگاه ورزشی زمالک، و باشگاه فوتبال المصری اشاره کرد.